# Doctor Strange (película)
Doctor Strange (titulada Doctor Strange (Doctor Extraño) en España y Doctor Strange: Hechicero Supremo en Hispanoamérica) es una película de superhéroes estadounidense de 2016 basada en el personaje homónimo de Marvel Comics, producida por Marvel Studios y distribuida por Walt Disney Studios Motion Pictures. Es la decimocuarta película del Universo cinematográfico de Marvel (UCM). La película es dirigida por Scott Derrickson, que la escribió con Jon Spaihts y C. Robert Cargill, y es protagonizada por Benedict Cumberbatch como el personaje principal, junto a Chiwetel Ejiofor, Rachel McAdams, Benedict Wong, Michael Stuhlbarg, Benjamin Bratt, Scott Adkins, Mads Mikkelsen y Tilda Swinton. En Doctor Strange, el excirujano Stephen Strange aprende las artes místicas después de un accidente de automóvil que termina con su carrera.
Varias encarnaciones de una película de una adaptación al cine de Doctor Strange habían estado en desarrollo desde mediados de la década de 1980, hasta que Paramount Pictures adquirió los derechos cinematográficos en abril de 2005 en nombre de Marvel Studios. Thomas Dean Donnelly y Joshua Oppenheimer fueron incorporados en junio de 2010 para escribir un guion. En junio de 2014, Derrickson fue contratado para dirigir y reescribir la película con Spaihts. Cumberbatch fue elegido para el papel protagonista en diciembre de 2014, necesitando un cambio de agenda para que no se superponga con sus otros compromisos. Esto le dio tiempo a Derrickson para trabajar él mismo en el guion, para lo cual incluyó a Cargill para ayudar. La película comenzó la fotografía principal en noviembre de 2015 en Nepal, antes de trasladarse al Reino Unido y Hong Kong, y concluyó en Nueva York en abril de 2016.
Doctor Strange tuvo su premier mundial en Hong Kong el 13 de octubre de 2016, y se estrenó en los Estados Unidos el 4 de noviembre de 2016, en 3D y IMAX 3D. La película recaudó más de $677 millones mundialmente, y recibió elogios por sus efectos visuales y elenco. Los elementos positivos recibieron atención de los premios, incluyendo una nominación al Premio Óscar por Mejores efectos visuales. Una secuela, titulada Doctor Strange en el Multiverso de la Locura se estrenó en 2022.

## Argumento
En Katmandú, Nepal, el hechicero Kaecilius y sus fanáticos entran en el recinto secreto de Kamar-Taj y asesinan a su bibliotecario, guardián de textos antiguos y místicos. Roban un ritual de un libro prohibido por The Ancient One, una hechicera que ha vivido durante un tiempo desconocido y que ha enseñado a todos en Kamar-Taj, incluyendo Kaecilius, en los caminos de las artes místicas. The Ancient One persigue a los traidores por Londres, pero Kaecillius escapa con las páginas y algunos de sus seguidores.
El Doctor Stephen Strange, un neurocirujano muy reconocido, pierde el uso de sus manos en un terrible accidente de auto, quedando éstas aplastadas hasta el antebrazo. Strange sobrevive apenas. Su examante y compañera de trabajo Christine Palmer trata de ayudarlo a seguir adelante, pero en lugar de eso, el arrogante Strange quiere sanar rápidamente sus heridas. Después de meses tratando con cirugías experimentales en sus manos, y el uso de todos sus recursos sin un resultado exitoso, Strange busca a Jonathan Pangborn, un parapléjico que, misteriosamente, fue capaz de caminar de nuevo. Pangborn dirige a Strange a Kamar-Taj en Nepal, donde es acogido por otro hechicero llamado Karl Mordo. Este lo lleva ante el The Ancient One y le muestra su poder a Strange, revelando el plano astral y otras dimensiones tales como la dimensión del espejo; sin embargo, Strange actúa escéptico y logra que lo expulsen. Tras esto, Strange le ruega que le enseñe, y ella está de acuerdo con el tiempo a pesar de su arrogancia, que le recuerda a Kaecillius.
Strange comienza su tutela bajo The Ancient One y Mordo, y aprende de los libros antiguos en la biblioteca, que ahora está protegida por el maestro Wong. Se explica que la Tierra está protegida de otras dimensiones por un hechizo formado a partir de tres edificaciones llamados santuarios, que se encuentran en la ciudad de Nueva York, Londres y Hong Kong. La tarea de los hechiceros es proteger los lugares sagrados, aunque Pangborn optó por renunciar a esta responsabilidad a favor de la canalización de energía para poder caminar de nuevo; Strange tendrá que decidir entre recuperar el uso de sus manos y la defensa del mundo ante esta revelación. Strange avanza rápidamente a lo largo de varios meses, incluso la lectura en secreto de los textos prohibidos y aprender a doblar el tiempo con el Ojo místico de Agamotto. Mordo y Wong advierten a Strange contra el uso de tales poderes que pueden romper las leyes de la naturaleza, comparando su arrogante anhelo por el poder al de Kaecillius, quien cree que, después de la muerte de sus seres queridos, cada uno debe vivir tanto tiempo como The Ancient One.
Kaecillius y sus seguidores utilizan las páginas robadas para comenzar a convocar al poderoso Dormammu de la Dimensión Oscura, donde el tiempo no existe y todos pueden vivir eternamente. Estos destruyen el Santuario de Londres, y envía accidentalmente a Strange de Kamar-Taj al Santuario de Nueva York. Los fanáticos matan al protector del Santuario y luego atacan a Strange, quien los mantiene a raya con la Capa de Levitación mística, la cual de alguna forma eligio a Strange como dueño, hasta que Mordo y The Ancient One llegan. Strange y Mordo se desilusionan con su maestra después de que Kaecillius revelase a Strange que su larga vida proviene de su propio uso del poder de Dormammu. Kaecillius hiere mortalmente a The Ancient One, y escapa a Hong Kong. Antes de morir, le dice a Strange que él, también, tendrá que romper las reglas, para equilibrar la naturaleza inquebrantable de Mordo. A continuación, muere a pesar de los mejores esfuerzos de unos Strange y Palmer desconcertados. Strange y Mordo llegan a Hong Kong para encontrar a Wong muerto y el Santuario destruido, con la Dimensión Oscura ya envolviendo a la Tierra. Strange utiliza el Ojo de Agamotto para volver el tiempo atrás y salvar a Wong, el Santuario y la ciudad, antes de crear un bucle temporal infinito dentro de la Dimensión Oscura que atrapa tanto a sí mismo como a Dormammu en el mismo momento para siempre, a pesar de que Dormammu lo asesine una y otra vez. Dormammu se termina hartando del bucle de tiempo y se compromete a abandonar la Tierra junto a sus seguidores, solo si Strange desactiva el bucle de tiempo, por lo que Strange acepta el trato y automáticamente desactiva el bucle.
Disgustado por Strange y su indiferencia de las consecuencias de desafiar la naturaleza, Mordo se marcha, decidido a abandonar la vida de hechicero. Strange devuelve el Ojo de Agamotto a Kamar-Taj, al que Wong desvela que contiene una Gema del Infinito (la Gema del Tiempo), y luego se instala en el Santuario de Nueva York para continuar sus estudios como el nuevo Hechicero Supremo.
En una escena a mitad de créditos, Strange se encuentra hablando con Thor que le revela que él y Loki están buscando a su padre Odín, y este le dice que los ayudara a encontrarlo.
En una escena poscréditos, Mordo se aparece en la casa de Jonathan y automáticamente le roba sus poderes para caminar, revelándole también sobre el problema del mundo y diciendo que hay demasiados hechiceros.
Luego aparece un mensaje diciendo: "Doctor Strange regresará".

## Reparto

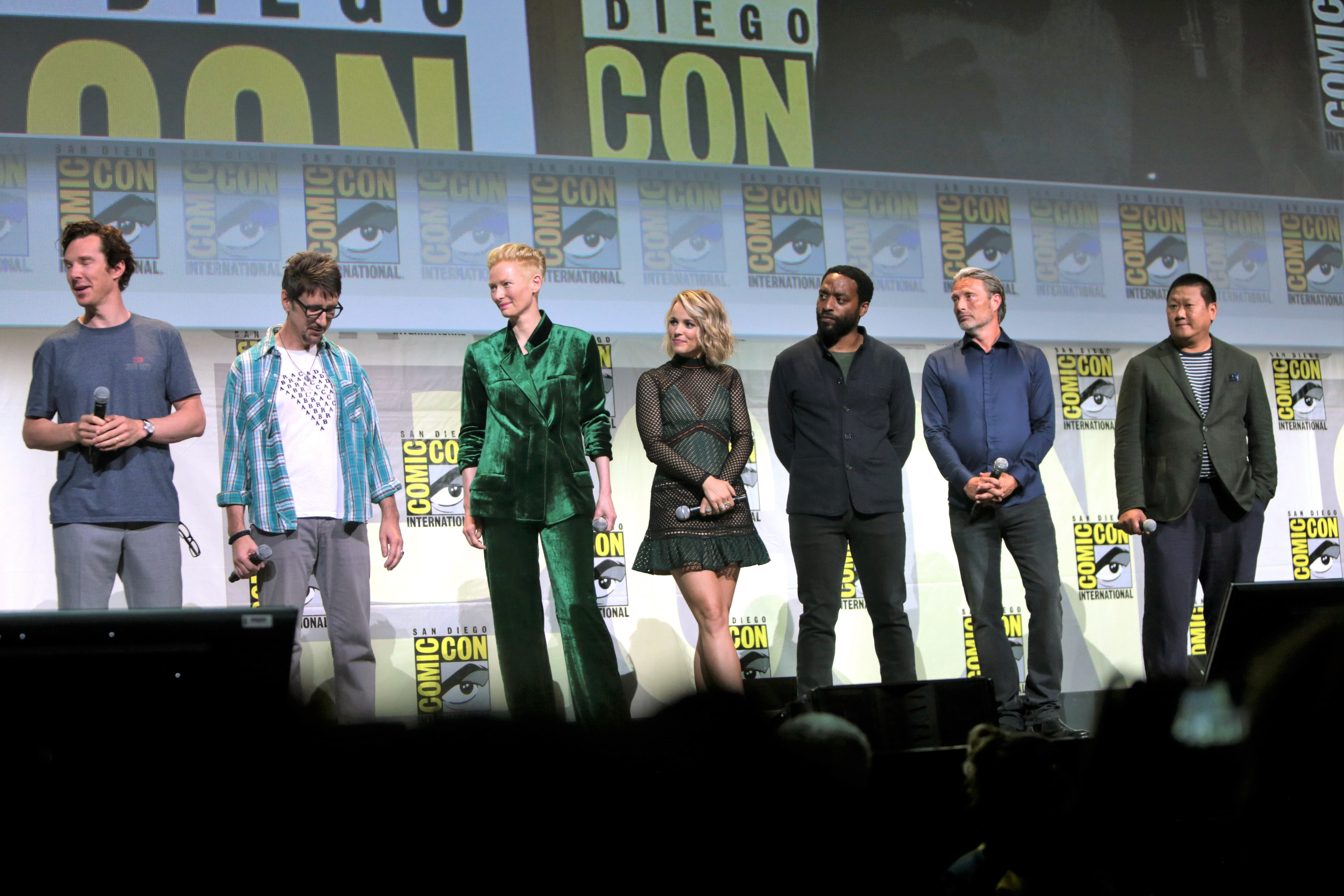
(I:D) Cumberbatch, Derrickson, Swinton, McAdams, Ejiofor, Mikkelsen y Wong en la Comic-Con de San Diego de 2016.

- Benedict Cumberbatch como el Dr. Stephen Strange:

Un neurocirujano que, después de un accidente de auto que llevó a un viaje de sanación, descubre el mundo oculto de magia y dimensiones alternativas. Cumberbatch describió a Strange como arrogante, tratándose la película "de él pasando de creer que lo sabe todo a darse cuenta de que no sabe nada".. Comparó al personaje con la versión de Sherlock Holmes que interpreta en Sherlock, llamando a ambos "inteligentes" y con "nociones similares". El misticismo de la película resonó con Cumberbatch, para quien la espiritualidad ha sido importante desde que pasó su año sabático enseñando inglés en un monasterio budista tibetano en Darjeeling, India. Las habilidades de Strange en la película incluyen lanzar hechizos con "nombres complicados y graciosos", creando mandalas de luz como escudos y armas, y creando portales para viajar por el mundo con rapidez. Strange también cuenta con la ayuda de una Capa de Levitación para volar, y el Ojo de Agamotto, una reliquia que contiene una Gema del Infinito que puede manipular el tiempo. Cumberbatch fue muy cauteloso al definir los movimientos físicos y gestos para los hechizos, sabiendo que los fanes se fijarían en ellos y los estudiarían. Describió a estos gestos como "de ballet" y "muy dinámicos", y recibió ayuda con movimientos de finger-tutting del bailarín JayFunk.
- Rachel McAdams como Christine Palmer:

Una cirujana de emergencia, al principio escrita como un interés amoroso de Strange, pero poco antes del rodaje Derrickson sugirió subvertir este aspecto típico haciendo a ambos personajes amantes como parte de sus antecedentes, y saliendo "del otro lado como amigos". McAdams describió a esta dinámica diciendo, "El amor entre ellos está sin importar en qué etapa estén en la relación en sí." Con este cambio de caracterización, el productor Kevin Feige describió a Palmer como un "eje central de la vieja vida [de Strange], una vez que se mete en el papel de hechicero. Se conecta con ella al principio, y se reconecta, y ayuda a anclar su humanidad." Él explicó que tener a este personaje como una "conexión a la vida de Strange en Nueva York, en el mundo normal" luego de su trayecto era importante para el estudio, que es la razón por la que eligieron a Palmer para el personaje por sobre el más prominente, pero más fantástico personaje Clea. Palmer también es conocida como la heroína Night Nurse en el cómic, una historia que no entra en juego en la película, pero que Feige insinuó como una posibilidad a explorar en próximas películas. Rosario Dawson interpreta a otro personaje de Night Nurse, Claire Temple, en las series de televisión de Netflix.
- Chiwetel Ejiofor como Karl Mordo:

Un maestro de las Artes Místicas tradicionalista, cercano a Ancient One y un mentor para Strange. Esta versión de Mordo es una combinación de diferentes personajes de la mitología de Doctor Strange, y a diferencia del cómic no es presentado como un villano. Ejiofor señaló esto, llamando a Mordo "un personaje muy complejo que, en realidad, no creo que pueda ser puesto en ninguno de los dos lados". El director Scott Derrickson añadió que el cambio de carácter provino de elegir a Ejiofor y las conversaciones que el director tuvo con él. Ejiofor describió la relación entre Mordo y Ancient One como "larga e intensa", señalando un "creciente respecto" entre el personaje y Strange, hasta que "las cosas se complican". Derrickson sintió que Mordo era un fundamentalista, diciendo que "Cuando alguien se dedica a un código moral extremadamente estricto, el proceso de romperlo es violento. Se desilusiona de las [contradicciones morales] de Ancient One. La diferencia es que Strange puede aceptar esa contradicción. Mordo no puede lidiar con eso," lo que lleva al "antagonismo entre Mordo y Strange" a explorar en próximas películas. Discutiendo la diversidad del reparto de la película al abordar la polémica elección de los personajes de Ancient One y Wong, Derrickson confiaba que la decisión de elegir a Ejiofor como Mordo, y por lo tanto cambiar al personaje "de blanco a negro", fue la correcta.
- Michael Stuhlbarg como Nicodemus West: Un cirujano que tiene una rivalidad con Strange.[2][32]

- Benedict Wong como Wong:[33]

Un maestro de artes místicas, responsable de proteger algunas de las reliquias y libros más valiosos de Kamar-Taj. El personaje aparece en el cómic como el asiático "sirviente que hace el té" de Strange, un estereotipo racial que Derrickson no quería en la película, y así el personaje no se incluyó en el guion de la película. Luego de que la actriz no asiática Tilda Swinton fuera elegida como otro personaje asiático importante del cómic de Doctor Strange, Ancient One —que también se hizo para evitar los estereotipos raciales del cómic— Derrickson se sintió obligado a encontrar un modo de incluir a Wong en la película. El personaje como aparece finalmente está "subvertido por completo como un personaje y recreado como algo que no cayera en ningún estereotipo del cómic", y a Derrickson le gustó darle a un personaje asiático "una fuerte presencia en la película". El actor Wong también estuvo complacido por los cambios hechos al personaje, y lo describió como "un sargento de instrucción de Kamar-Taj" en vez de un sirviente. No practica artes marciales en la película, evitando otro estereotipo racial. Derrickson añadió que Wong tendrá "una fuerte presencia en el Universo cinematográfico de Marvel" de ahora en adelante.
- Benjamin Bratt como Jonathan Pangborn: Un parapléjico que aprendió de Ancient One cómo curarse a través de las artes místicas.[38][39][40]

- Scott Adkins como Lucian: Uno de los seguidores de Kaecilius.[41][42]

- Mads Mikkelsen como Kaecilius:

Un maestro de las artes místicas que se separó de Ancient One. Una combinación de varios antagonistas del cómic, Kaecilius fue usado en la película para conducir la introducción y el desarrollo de villanos más grandes para el futuro, incluyendo "ciertos individuos que viven en otras dimensiones". Derrickson comparó esta dinámica a la de Saruman y Sauron en El Señor de los Anillos, dándole a la película un villano "inmenso y fantástico" como Sauron, pero teniendo también "identificación humana" con Kaecilius, como Saruman, para que Strange enfrente a lo largo de la película. Derrickson admitió que los villanos de Marvel suelen ser criticados, y notó que las películas del UCM le dedican poco tiempo al desarrollo de antagonistas. Para Doctor Strange, esperaba mostrar "el punto de vista de Kaecilius y lo que lo hace ser así" en el tiempo que podía, sintiendo que el personaje es un "hombre de ideas" con "lógica impermeable" como John Doe de Seven y el Joker de The Dark Knight. Sobre estas motivaciones, Feige explicó que Kaecilius opina que Ancient One' es una hipócrita, protegiendo su propia fuente de poder, y que el mundo podría estar mejor "si permitiéramos que algunas de estas otras cosas pasen." El maquillaje de Mikkelsen tardaba entre 2–3 horas en aplicarse.
- Tilda Swinton como Ancient One:

Una mística celta, que se convierte en el mentor de Strange. El personaje en el cómic es un hombre tibetano, una situación que el coguionista C. Robert Cargill comparó al Kobayashi Maru, un ejercicio de entrenamiento imposible de ganar en el universo de Star Trek. Él explicó que adaptar el personaje como el cómic lo mostraba sería realizar un estereotipo asiático de Fu Manchú, e involucraría a la película con el debate de soberanía tibetana, pero no darle uno de los pocos papeles asiáticos significativos a un actor asiático también tendría una entendible recepción negativa. Derrickson quería cambiar al personaje a una mujer asiática, pero sintió que una asiática mayor apelaría al estereotipo de la Dama Dragón, mientras que una asiática más joven sería percibida como una explotación del fetiche asiático y "la chica de los sueños de un fanboy". Para evitar que el personaje entre en cualquiera de aquellos tres estereotipos, o permitir que el estereotipo de un "personaje occidental llegue a Asia a aprender cómo ser asiático", Derrickson decidió elegir a un actor no asiático en el papel, pero igualmente aprovechar la oportunidad para elegir "a una actriz increíble en un papel masculino". Sintiendo que Swinton era la opción obvia para actuar de "dominante, reservada, etérea, enigmática, [y] mística", Derrickson escribió a Ancient One en la película específicamente para la actriz, antes de ofrecerle el papel. Además, aunque la película usa el término "ella", Swinton eligió interpretar al personaje como andrógino, mientras que Feige explicó que Ancient One y Hechicero Supremo son mantos en la película que muchos personajes tienen a lo largo de la historia, así que un Ancient One más apegado al cómic podría existir en el UCM. Igualmente, la elección de Swinton fue muy criticada como un ejemplo de blanqueo. En respuesta a esto, Derrickson dijo que aunque le complacía la diversidad del elenco de la película, en términos de género y etnia, "los asiáticos han sido blanqueados y estereotipados en el cine estadounidense por más de un siglo y la gente debe enojarse o nada cambiará. Lo que hice fue el menor de dos males, pero igualmente es un mal."
Cumberbatch también interpreta, no acreditado, a la entidad malvada Dormammu. El actor le sugirió a Derrickson interpretar el papel, sintiendo que hacer al personaje como un reflejo "horroroso" de Strange funcionaría mejor que simplemente "ser un gran monstruo macabro". El director estuvo de acuerdo, explicando que la elección implica que Dormammu no tiene una forma física normal en su propia dimensión, entonces simplemente imita a Strange para su confrontación. Para crear al personaje, Cumberbatch proporcionó referencia de captura de movimiento para el equipo de efectos visuales, y su voz fue mezclada con la de otro actor británico no acreditado, a quien Derrickson le atribuyó "una voz muy grave". Los productores también hicieron que Tony Todd grabase su voz para Dormammu como alternativa a Cumberbatch, pero finalmente decidieron usar a este último para la voz.
Chris Hemsworth repite su papel de Thor de películas del UCM anteriores en la escena entre créditos de la película. Además, Linda Louise Duan aparece, sin ser nombrada, como Tina Minoru, Mark Anthony Brighton interpreta a Daniel Drumm, y Topo Wresniwiro interpreta a Hamir, todos maestros de las artes místicas bajo el mando de Ancient One. El último está basado en Hamir el Ermitaño, padre de Wong en el cómic, que era el sirviente personal de Ancient One. El personaje no es ni sirviente ni padre de Wong en la película. Zara Phythian, Alaa Safi y Katrina Durden interpretan a fanáticos bajo mando de Kaecilius, y Pat Kiernan aparece como sí mismo. Stan Lee, cocreador de Doctor Strange, tiene un cameo como un pasajero de autobús leyendo Las puertas de la percepción de Aldous Huxley. Amy Landecker fue elegida como la anestesióloga Bruner, pero la mayoría de su papel fue eliminado de la película final.

## Doblaje
| Intérprete original   | Personaje              | Doblaje en España   | Doblaje Latinoamericano |
| --------------------- | ---------------------- | ------------------- | ----------------------- |
| Benedict Cumberbatch  | Doctor Stephen Strange | Iván Muelas         | Beto Castillo           |
| Benedict Wong         | Wong                   | Santi Lorenz        | Víctor Manuel Espinoza  |
| Chiwetel Ejiofor      | Karl Mordo             | Carlos di Blasi     | Ricardo Mendez          |
| Tilda Swinton         | Ancestral              | Nuria Mediavilla    | Patricia Palestino      |
| Rachel McAdams        | Christine Palmer       | Isabel Valls        | Edurne Keel             |
| Mads Mikkelsen        | Kaecilius              | Paco Gázquez        | Óscar Bongoflio         |
| Benjamin Bratt        | Jonathan Pangborn      | Javier Roldan       | Dafnis Fernández        |
| Michael Stuhlbarg     | Nicodemus West         | Manuel Gimeno       | Ricardo Mendoza         |
| Chris Hemsworth       | Thor                   | Iván Labanda        | Andrés Gutiérrez        |
| Adam Pelta-Pauls      | Emfermero Billy        | Raul Rodriguez      | Alan Bravo              |
| Kobna Holdbrook-Smith | Fisioterapeuta         | Jose Javier Serrano | Cesar Garduza           |
| Stan Lee              | Pasajero del Bus       | Salvador Moreno     | Jesse Conde             |
| Benedict Cumberbatch  | Dormammu               | Iván Muelas         | Beto Castillo           |

## Producción

### Desarrollo
Una película basada en el personaje de Marvel Comics Doctor Strange originalmente entró en desarrollo en New World Pictures, con un guion con fecha del 21 de enero de 1986 de Bob Gale. Por razones desconocidas, la película de Gale nunca avanzó en la producción. Para 1989, Alex Cox había coescrito un guion con el cocreador Stan Lee. En el guion, Doctor Strange viajaba a la cuarta dimensión antes de enfrentar a Dormammu en la Isla de Pascua, Chile. Regency casi hizo una película usando este guion, pero en ese entonces las películas de la compañía las distribuía Warner Bros., que estaba en una disputa con Marvel sobre la comercialización. Para diciembre de 1992, Wes Craven había firmado para escribir y dirigir Doctor Strange con un estreno previsto para 1994 o 1995, y distribución de Savoy Pictures. En 1995, David S. Goyer había terminado un guion para la película. Para abril de 1997, Columbia Pictures había comprado los derechos cinematográficos y Jeff Welch estaba trabajando en un nuevo guion, con Bernie Brillstein y Brad Grey de productores.
En abril de 2000, Columbia abandonó la producción de Doctor Strange, que entonces tenía a Michael France como escritor del guion y el interés de Chuck Russell y Stephen Norrington para dirigirla. Para junio de 2001, Dimension Films adquirió los derechos de la película, con Goyer nuevamente como escritor y director. Goyer dio a entender los conflictos de programación que podrían producirse con una adaptación al cine de Murder Mysteries, y no prometía ser muy dependiente de las imágenes generadas por computadora. Sin embargo, en agosto de 2001 Miramax adquirió los derechos cinematográficos de Dimension, y para marzo de 2002, Goyer había abandonado el proyecto. Un estreno programado para 2005 fue anunciado el marzo siguiente, mientras que en junio de 2004 aún no se había escrito el guion. El director ejecutivo de Marvel Studios, Avi Arad, dijo: "Estamos en la nada con eso. Esa es una pregunta difícil de escribir, pero estamos trabajando en ello. Estamos tratando de encontrar al verdadero Jerry Garcia de la comunidad de guionistas." En abril de 2005, Paramount Pictures adquirió Doctor Strange de Miramax, como parte del intento de Marvel Studios de producir de forma independiente sus propias películas. En ese momento, se proyectó que la película tuviera un presupuesto de no más de $165 millones. En 2007, Guillermo del Toro iba a dirigir una película de Doctor Strange, a partir de un guion del novelista Neil Gaiman, pero el proyecto finalmente se canceló debido al poco interés del estudio.
En marzo de 2009, Marvel contrató guionistas para ayudar a encontrar maneras creativas de lanzar sus propiedades menos conocidas, incluyendo a Doctor Strange. En junio de 2010, Marvel Studios contrató a Thomas Dean Donnelly y Joshua Oppenheimer para escribir Doctor Strange. Durante la promoción de Transformers: el lado oscuro de la luna en abril de 2011, el actor Patrick Dempsey indicó que estaba interesado en interpretar al personaje principal. En enero de 2013, el presidente de Marvel Studios Kevin Feige confirmó que Doctor Strange aparecería de alguna manera como parte de la "Fase Tres" del Universo cinematográfico de Marvel. Feige luego reiteró que una película de Doctor Strange estaba en desarrollo en Marvel Studios en mayo, y nuevamente en noviembre. En febrero de 2014, The Hollywood Reporter escribió que Marvel estaba considerando a Mark Andrews, Jonathan Levine, Nikolaj Arcel y Dean Israelite para dirigir la película, y estaba considerando a Jonathan Aibel y Glenn Berger para reescribir el guion de la película. Feige negó esta información, pero confirmó que Marvel estaba considerando posibles candidatos. Para marzo, Marvel estaba considerando a Andrews, Levine y Scott Derrickson para dirigir la película.

### Preproducción
En junio de 2014, Derrickson fue elegido para dirigir la película. Él había escrito una escena de 12 páginas para la película con Strange y un atacante luchando en el plano astral mientras un doctor intenta salvar el cuerpo físico de Strange en un hospital, basado en una secuencia del cómic Doctor Strange: The Oath. Derrickson ilustró la escena con su propio arte conceptual, junto con guiones gráficos de artistas profesionales y una anmiación, que le mostró al estudio en una presentación de 90 minutos. Esto le costó a Derrickson una "gran cantidad" de su propio dinero, pero sintió la necesidad de probar "que yo quería [el puesto] más que cualquier otro", en especial después de que Marvel le dijo que había más gente intentando dirigir Doctor Strange que cualquier otra de sus películas. Derrickson terminó teniendo ocho reuniones con Marvel por la película. Luego de ser contratado, Marvel le compró la escena de 12 páginas a Derrickson, y se convirtió en una de las secuencias principales de la película. Sobre su transición del género de terror al de superhéroes, Derrickson dijo, "Me gustó trabajar en algo más positivo. Y no ocupar mi cabeza con algo tan oscuro por tanto tiempo. Pero también fue extrañamente similar por la naturaleza fantástica de la película". En sus películas de terror, Derrickson intentaba usar "personajes y drama reales interpretados por buenos actores [... para] encontrar lo fantástico", así que quería actores del mismo alto calibre para Doctor Strange a través de los cuales pudiese introducir más elementos fantásticos al UCM.
En un principio, Derrickson y Marvel habían discutido que escribiese la película junto con su coguionista de Sinister C. Robert Cargill, con Derrickson también de director, pero Marvel sintió que no podrían llegar a la fecha de estreno prevista de julio de 2016 si Derrickson cumplía ambos roles. Cuando Derrickson fue elegido como director, Marvel pasó a Cargill como guionista individual, contratando a Jon Spaihts para reescribir el guion. Spaihts, un gran fan de Doctor Strange de niño, había empezado a "molestar" a Marvel apenas oyó informes de que la compañía buscaba un director para la película. Esto finalmente lo llevó a reunirse con el estudio, antes de que realmente empezaran a buscar guionistas para la película. Spaihts dijo que hablaron "toda la tarde, y encajamos bien", pero recibió una llamada de Marvel varios días después diciendo que no estaban completamente seguros de si querían que la película fuera en la misma dirección que Spaihts, e iban a buscar otros guionistas. Spaihts le dijo a su agente que no "acepte esa respuesta. Que los vuelva a llamar, les diga que hay muchas respuestas correctas, y que me acepten de vuelta", y luego de hablar con Marvel por "otras tres o cuatro horas" le dieron el trabajo. Marvel nunca miró seriamente a ningún otro guionista para la película. Derrickson ya estaba contratado cuando Spaihts se unió, y ambos pasaron varios meses trabajando en la historia de la película con Feige y el productor ejecutivo Stephen Broussard. Comenzaron a escribir la película desde el inicio, y al principio no estaban seguros de si serían sus orígenes, o si comenzaría con Strange ya como un hechicero "plenamente formado". Spaihts en el fondo sentía que "los orígenes de este personaje, como aparecen en el cómic, son tan operísticos y hermosos, y tan trágicos y épicos en su extensión, que fue inevitable. Teníamos que contar esa historia, y contar nuestra mejor versión de ella." Entre los elementos de los primeros borradores de Spaihts que dijo que estaban en la película final se encuentran muchas de las secuencias de acción, como la batalla culminante, que salió directo de Derrickson, así como "pequeñas cosas" de Spaihts, "como una mano vendada pasando por una hilera de campanas de oración en el templo nepalés." Derrickson quería que Pesadilla fuera el antagonista de la película, junto con el concepto de "las pesadillas mismas como una dimensión", pero Feige sintió que "transmitir la idea de la dimensión de sueño como otra dimensión más" habría sido desafiante junto con todo lo otro que presenta la película. Dormammu, "el villano más presente en el cómic", se convirtió en el villano principal de la película.
A principios del proceso de desarrollo, Marvel, Derrickson y Spaihts imaginaron a Benedict Cumberbatch interpretando al personaje titular. Para fines de junio, se informó que Marvel estaba considerando también a Tom Hardy y Jared Leto para protagonizar la película, mientras que Édgar Ramírez, que trabajó con Derrickson en Líbranos del mal (2014), había discutido un posible papel con el director. En julio, luego de que los fanes y los medios también habían propugnado a Cumberbatch para el papel de Doctor Strange, el actor explicó en la Comic-Con Internacional de San Diego de 2014 que no podría aceptar el papel debido a compromisos con otros proyectos. Feige afirmó que anunciarían al actor principal "con relativa rapidez", y para el fin del mes Joaquin Phoenix entró en conversaciones para interpretar al personaje. Para septiembre de 2014, Marvel Studios estaba en negociaciones para rodar Doctor Strange en Pinewood-Shepperton en el Reino Unido, con equipos reunidos para trasladarse a los Estudios Shepperton entre fines de 2014 y principios de 2015, para rodar en mayo de 2015. Las negociaciones con Phoenix finalizaron en octubre de 2014, ya que el actor sintió que las superproducciones nunca serían "gratificantes", con "demasiados requisitos que iban en contra de [sus] instintos para personajes." Marvel entonces puso a Leto, Ethan Hawke, Oscar Isaac, Ewan McGregor, Matthew McConaughey, Jake Gyllenhaal, Colin Farrell y Keanu Reeves en su lista de candidatos para el personaje. Ryan Gosling también tuvo discusiones para interpretar al personaje, mientras que a Reeves no le plantearon el papel, y Cumberbatch aún estaba siendo contemplado, En octubre, Cumberbatch entró en negociaciones para interpretar al personaje, y fue elegido oficialmente en diciembre. Feige explicó que Marvel había vuelto a él por el pale durante su consideración de otros actores, señalando Derrickson que aun durante las discusiones con Phoenix, él y Marvel todavía querían tener a Cumberbatch en el papel. La compañía finalmente decidió cambiar la agenda de producción para caber con los compromisos de Cumberbatch, permitiéndole unirse al proyecto.

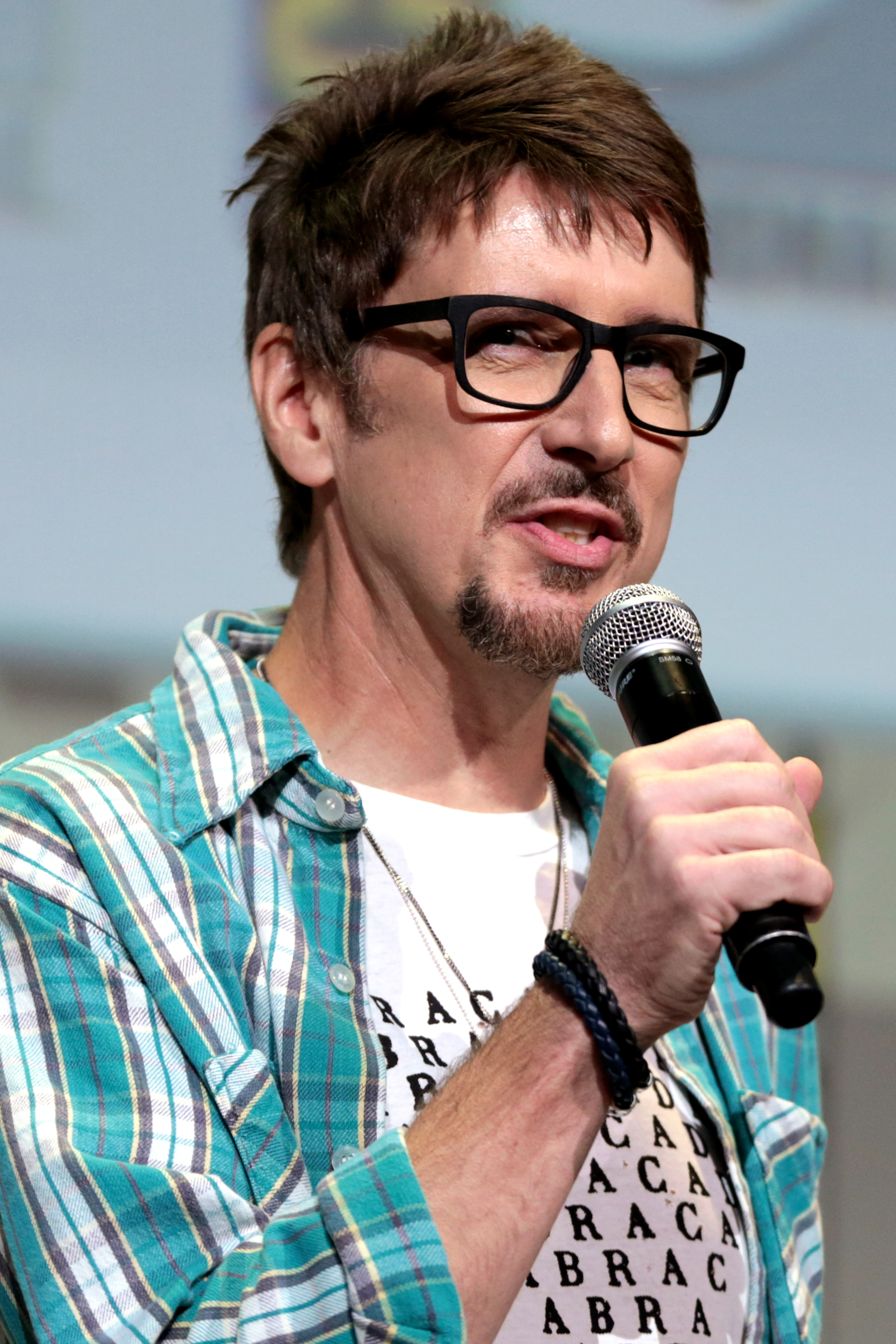
Derrickson promocionando Doctor Strange en la Comic-Con Internacional de San Diego de 2016.

Con el nuevo calendario de producción de la película, su fecha de estreno prevista se atrasó a noviembre de 2016, y Derrickson pudo trabajar en el guion él mismo. Él incluyó a Cargill para trabajar con él de acuerdo a su plan original. Al describir la película, Cargill la llamó tanto una película de superhéroes como de fantasía, diciendo que "es un universo de fantasía muy mágico, pero al mismo tiempo cumple ciertas reglas del género de superhéroes que la gente disfruta." Spaihts regresó más adelante en el proceso para "escribir más y ayudar a comprender la película", y dijo que estaba "encantado" con la obra de Derrickson y Cargill en el ínterin. Feige y Derrickson observaron que, además de The Oath y la obra original de Ditko, una influencia de todos los guionistas de la película fue el cómic de Doctor Strange Into Shamballa.
En enero de 2015, Chiwetel Ejiofor entró en conversaciones preliminares con Marvel por un papel en la película, que más tarde se reveló como Barón Mordo. El papel de Ejiofor fue confirmado durante la D23 Expo de 2015. En abril, Derrickson y los miembros del equipo de producción visitaron Nueva York para buscar posibles ubicaciones de rodaje, mientras que Feige reveló que la filmación comenzaría ese noviembre. Un mes después, Tilda Swinton estaba en conversaciones para interpretar a Ancient One. En junio de 2015, Derrickson anunció que iría a Londres para comenzar a trabajar en la película, y Feige confirmó que aparecería el Sanctum Sanctorum, ubicado en Bleecker Street en Greenwich Village de Nueva York, como en el cómic. Swinton confirmó su papel en la película en julio, cuando Rachel McAdams estaba siendo considerada para el protagónico femenino. Ella advirtió que "todavía es muy temprano, y yo no sé qué resultará, si es que algo resulta", pero finalmente confirmó su papel durante el Festival Internacional de Cine de Toronto de 2015. Mads Mikkelsen entró en primeras negociaciones para interpretar a un villano en agosto, "uno de los muchos actores en consideración para el rol de villano no especificado."
En septiembre de 2015, el director de Guardianes de la Galaxia James Gunn afirmó que la mayoría del equipo que trabajó en esa película no podría regresar para la secuela, ya que se habían comprometido con Doctor Strange. Derrickson también reveló que Gunn le había hecho anotaciones al guion, además del diálogo general que los directores del UCM tienen entre sí para sus películas. Al final del mes, Feige declaró se harían más anuncios de casting "antes de fin de año", y para principios de noviembre, Michael Stuhlbarg entró en negociaciones para aparecer en la película como Nicodemus West, un rival de Strange. Derrickson le había ofrecido el papel a Stuhlbarg porque le interesaba trabajar con el actor, y él accedió a unirse al elenco luego de leer algunos cómics de Doctor Strange y verse atraído por el "arco cargado de culpa" del personaje donde West "se culpa por arruinar la cirugía en las manos de Strange y robarle su capacidad de operar".
Feige sintió que los elementos visuales de la película debían "ser un viaje mental a lo Ditko, Kubrick, Miyazaki y The Matrix", y dijo que "Harry Potter no se mete en eso, pero si un científico fuera a Hogwarts averiguaría cómo pasan esas cosas. No pasaremos mucho tiempo con eso, pero habrá algo de eso. Y en particular para un personaje como Strange, que pasa de ser un científico a un hombre de fe y que atraviesa ambos mundos." Al desarrollar la magia de la película, Derrickson sentía una responsabilidad de no repetir la representación de la magia de películas anteriores, como Fantasía y Harry Potter, queriendo "encontrar un nuevo modo de que se sienta más tácita, real y surreal. Y para arraigarla en gestos en vez de encantamientos dichos y cosas así." Feige llamó a Doctor Strange un "portal" hacia el lado sobrenatural del UCM, un rol que según Derrickson también cumplía el personaje en los primeros cómics, cuando las historietas de Doctor Strange "expandieron el universo Marvel del cómic en el multiverso Marvel". Al discutir la representación de otras dimensiones en la película, Feige declaró que no exploraría realidades paralelas como "la Tierra-616 y la Tierra-617" del cómic, sino que mostraría "dimensiones tan alucinantes que apenas pueden percibirse", como el plano astral, la dimensión oscura, y la dimensión espejo.
El astrofísico Adam Frank sirvió como consultor científico de la película, ya conociendo a Derrickson y un fan de Marvel desde la infancia. Frank aconsejó sobre "la experiencia humana de espacio y tiempo", ayudando a Marvel a concebir ideas para su multiverso cinematográfico, y sugiriendo diálogos para personajes basados en sus creencias, sean materialistas, racionalistas, reduccionistas o "tuvieran esta perspectiva ampliada." Él observó que la audiencia moderna no necesariamente entiende estas complejas ideas científicas, pero parece apreciar que "la ciencia hace cosas asombrosas. Así que se fundan las historias en la ciencia, no tanto para hacerlas verosímiles sino para que la ciencia abra nuevas posibilidades; la gente está habituada a eso en sus vidas. Así que creo que tiene sentido para ellos, y les parece emocionante". Este fue un aspecto de películas del UCM anteriores que Frank llamó "algo genial [...] científicamente hablando", diciendo que "construyen un universo coherente y consistente que respeta el proceso científico y que usa la suficiente ciencia real como para que sea verosímil y construir a partir de ello".

### Rodaje
La fotografía principal comenzó en Nepal el 4 de noviembre de 2015, bajo el título de producción Checkmate. El director de fotografía Ben Davis, que también trabajó en Guardianes de la Galaxia y Avengers: Age of Ultron, describió a Doctor Strange como la Fantasía de Marvel, y notó que la mayoría de la previsualización era necesaria para descifrar cómo rodar las "psicodélicas" imágenes inspiradas en M. C. Escher. Davis usó una cámara Arri Alexa 65 para la película, junto con la Arri Alexa TX Plus. Se usaron Vision Research Phantom Flex 4K, que filman hasta 1000 fps, para secuencias a alta velocidad como el accidente de auto de Strange.

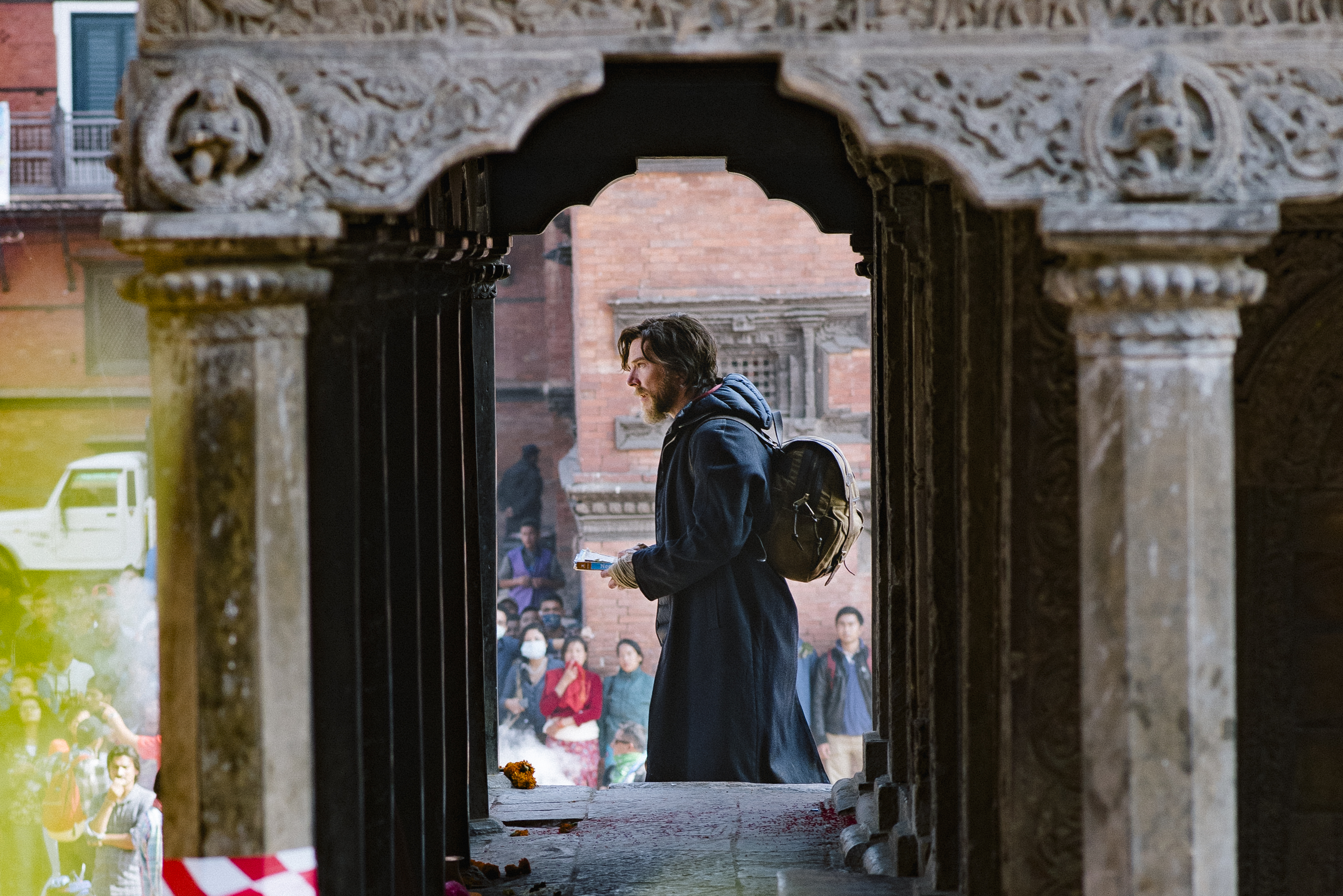
Cumberbatch filmando Doctor Strange en Katmandú, noviembre de 2015.

Derrickson eligió Nepal como ubicación para mostrar una "ciudad oriental" que no fuera familiar para la mayoría de la audiencia. Luego de buscar y decidir locaciones en el país, muchas de esas áreas fueron destruidas por el terremoto de Nepal de abril de 2015. En vez de elegir otro país, Derrickson y Cumberbatch sintió que atraer la atención y el turismo a Nepal luego del evento "fue más razón para rodar ahí". Cumberbatch dijo que filmar en Nepal fue "absolutamente vital para esta película, creo que justamente porque esta tan basada en algo tan exótico. Fue una forma mágica de comenzar el rodaje. Es importante para una película como esta —que tiene un cambio profundo hacia una dimensión espiritual y de otro mundo— que el portal para eso esté en un lugar que resulta ser increíblemente espiritual y maravilloso de por sí". Entre las ubicaciones de rodaje alrededor del valle de Katmandú se encontraron los templos Pashupatinath y Swayambhunath; Thamel y la nueva carretera de Katmandú; y la Plaza Patan Durbar en Patan.
La producción se trasladó a Longcross Studios en el Reino Unido el 11 de noviembre, y se programó que permaneciera allí hasta marzo de 2016. La calle real de Katmandú que llevaba al ficticio patio de Kamar-Taj fue replicada en Longcross, lo que el diseñador de producción Charles Wood describió como "muy difícil, ya que Katmandú es la ciudad hermosísima y está empapada de historia. Trasladar ese nivel de detalle e historia, con la forma de las calles, la deformación de los edificios, estos antiguos ladrillos y azulejos, fue un verdadero desafío". Por cuestiones de autenticidad, el set fue decorado con comida real, y poblado de perros, palomas, y extras nepaleses, muchos de los cuales eran parientes de la gente que vive en la calle real de Katmandú. El interior de Kamar-Taj también se construyó en Longcross, con "escultores creando hermosas columnas y decorados de pared, y artesanos construyendo pantallas y puertas para evocar la sensación exótica del santuario antiguo." El objetivo de Wood era que el set se sintiera como si Ancient One y sus discípulos realmente vivieran allí, y darle una sensación "verdaderamente espiritual y mágica", integrándolo al edificio real que la producción filmó en Katmandú. Esta calle y la de Katmandú fueron dos de los veintiún sets que el equipo construyó en Longcross. Entre otros se encuentran el Sanctum Sanctorum de Doctor Strange, y una calle de Hong Kong "entera con más de 80 carteles de neón y un techo gigante para evitar la lluvia".
El rodaje también se llevó a cabo en Vancouver, Hong Kong, Toronto y en el barrio de Nueva York West Village (319 West 4th Street (40.737507, -74.003576)). Se rodaron escenas ambientadas en Nueva York adicionales en los Estudios Shepperton, y luego en Londres. Para fines de noviembre, la inclusión de Mikkelsen y Stuhlbarg fue confirmada, junto con Amy Landecker y Scott Adkins en papeles no especificados. Además, Benedict Wong oyó sobre la película de su amigo Ejiofor, y buscó él mismo un papel en ella. Fue elegido como Wong en enero, y se unió a la producción de inmediato para filmar. Lamborghini proporcionó seis Huracán LP 610-4 para usar en la película, uno de los cuales la producción destruyó en el rodaje. Lamborghini dijo que les pareció que "hay muchas características de Doctor Strange que se conectan con la filosofía de Lamborghini". La escena del choque del auto fue filmada en Northfleet, Kent junto al río Támesis. También en enero de 2016, se rodó en la Exeter College, Oxford. El mes siguiente, Feige reveló que la película originalmente tenía un prólogo situado en el CERN, debido a la investigación real llevada a cabo en las instalaciones sobre dimensiones alternas y universos paralelos. La producción se trasladó al Flatiron District de Nueva York en abril, donde las fotos del set revelaron que Zara Phyntian se había unido al elenco. El rodaje finalizó en Nueva York el 3 de abril de 2016.

### Posproducción
En junio de 2016, un comunicado de prensa de Diamond Select Toys de juguetes de Doctor Strange, en su línea de Minimates de Marvel, llamó al personaje de Mikkelsen Kaecilius y al personaje de McAdams Christine Palmer. El papel de Mikkelsen fue confirmado en un cómic relacionado oficial para la película, mientras que el de McAdams fue confirmado en la Comic-Con de San Diego de 2016. Además, se reveló que Benjamin Bratt había sido elegido como Jonathan Pangborn; El papel de Adkins se reveló como Lucian, un seguidor de Kaecilius; y el de Landecker más tarde se reveló como la anestesióloga Dra. Bruner. Esta última fue eliminada en su mayoría de la película, explicando ella que la habían elegido en un papel pequeño, para dos escenas al inicio de la película, ya que Derrickson era fanático de su actuación en A Serious Man, protagonizada también por Stuhlbarg. Luego de filmar su primera escena, en la que asiste a Strange en una cirugía, Landecker pidió no participar de la siguiente ya que no tenía líneas y solo se la veía de atrás, y deseaba en vez asistir a la premier especial en la Casa Blanca de su serie Transparent. La actriz creía que había sido eliminada de la primera escena, pero aún está acreditada por una pequeña aparición. También, Derrickson reveló que Lulu Wilson había sido elegida como la hermana de Strange, para una escena que la mostrase ahogándose a una corta edad. La escena se filmó, y Derrickson pensaba que era "genial [como una] escena autónomo", pero "no funcionaba" con el resto de la película, y fue eliminada.
También en la Comic-Con de San Diego, Derrickson observó que aún quedaban "un par de tomas restantes" de la película para "aclarar la lógica". También se filmó más contenido de la secuencia de entrenamiento durante estas tomas nuevas, ya que las primeras audiencias de prueba "amaron [la parte de entrenamiento de la película] y querían más". Wong indicó que las nuevas tomas se habían completado en agosto. Dan Harmon escribió material para estas escenas adicionales, lo que Derrickson describió como "análisis de guion y trabajo de diálogo", no lo suficiente para recibir crédito en la película. Feige dijo que además del humor que Darmon pudiese añadir a la película, fue incluido para "darnos su opinión sobre los conceptos de ciencia ficción." Antes de que se demolieran los sets de la película, el director de Thor: Ragnarok Taika Waititi aprovechó a escribir y filmar una escena de Strange reuniéndose con el Thor de Chris Hemsworth. La escena era para Ragnarok y se rodó antes de que esa película entrase en producción. Derrickson y Marvel sintieron que la escena era "perfecta" para mostrar a Strange unirse al más amplio UCM luego de su introducción individual, así que le agregaron a Doctor Strange como una escena entre créditos. Una escena poscréditos, dirigida por Derrickson, insinúa el rol de Mordo como un antagonista de Strange en una posible secuela de Doctor Strange. El cameo de Stan Lee en la película fue dirigido por Gunn en el set de Guardianes de la Galaxia vol. 2, junto a varios otros cameos de Lee, para limitar la cantidad de viaje que tuviera que hacer para las siguientes cuatro películas del UCM. Gunn contactó a Derrickson durante el rodaje para asegurar que la toma se alinease con la respectiva escena de Doctor Strange, y "le fue tirando líneas a" Lee en el día para darle a Derrickson y Marvel muchas opciones de las que elegir. Entre las opciones adicionales que Gunn filmó se encontraban: Lee leyendo un libro y preguntándole a un caballero a su lado si sabía el significado de la palabra excelsior; Lee riéndose muy fuerte y diciendo que se reía sin razón, estando "totalmente loco"; y Lee riéndose a carcajadas de un libro de Garfield, notando cómo el personaje "¡ODIA los lunes pero AMA la lasaña!". Gunn sintió que la opción de Garfield originalmente iba a aparecer en la versión final de la película, pero terminó siendo demasiado larga para esa escena. Para el 10 de octubre de 2016, Derrickson había completado la película.
Feige describió el uso del 3D en la película en servicio de la narración, diciendo, "espero que ayude a alucinar a la gente aun más que solo una pantalla plana." Dijo que "hay secuencia de la película en las que el 3D en realidad es necesario para contar la historia dimensional que sucede a través de lo visual". Sin embargo, señaló que durante las reseñas de efectos visuales de la película se volvió aparente que estas secuencias estaban afectando negativamente la historia vistas en 2D, lo que requirió ajustes para que las secuencias funcionasen en todos los formatos. Más de una hora de escenas de la película estuvo "adaptada especialmente" para IMAX.

#### Efectos visuales
Los efectos visuales de Doctor Strange fueron creados por Industrial Light & Magic (ILM), Method Studios, Framestore, Lola VFX, Luma Pictures, Rise FX, Crafty Apes, y SPOV, contribuyendo a 1450 tomas de efectos. The Third Floor se encargó de la previsualización. Todas las compañías trabajaron en los elementos mágicos comunes (mandalas, escudos mágicos de runas, látigos, tallos y 'nenúfares' aéreos, y portales). El supervisor de efectos visuales Stephane Ceretti, que también trabajó en Guardianes de la Galaxia, explicó las similitudes y diferencias entre las dos películas, diciendo, "hay cierta semejanza en algunas cosas que hemos hecho. En cierto modo, es un mundo totalmente diferente. En [Guardianes], está más orientado a ciencia ficción y colores locos. También un enfoque más cómico. Esta es un poco más seria. Es también un poco más rara. Usamos técnicas muy diferentes, en realidad. Para nosotros, Guardianes también fue una película con mucha animación. Esta tuvo menos de eso. Esta fue más sobre los entornos y efectos".
Al discutir los efectos visuales de la película, Derrickson describió a influencias como "los cómics de Steve Ditko y Stan Lee [cuyo] foco eran los extraños elementos visuales", así como "una buena cantidad de arte y fotografía surrealistas y M.C. Escher". Otras inspiraciones fueron "un montón de videos fractales experimentales de YouTube" que Derrickson encontró, y el videojuego móvil Monument Valley. La "ambición [de Derrickson] era usar efectos visuales de vanguardia para hacer cosas frescas y nuevas; no solo explotar cosas". Feige explicó que una de las áreas más difícil de ser inventivo fue en las escenas de acción, ya que Derrickson no quería que "simplemente fueran: alguien dispara un rayo de luz, y alguien bloquea una bola de luz, así que alguien tira otro rayo de luz". En cambio, intentaron incorporar el uso de dimensiones distintas a la acción "con el fin de crear una tapicería visual que sea totalmente diferente en cuanto a escenas de acción que hayamos visto en otras películas." Sobre las secuencias principales de la película, Derrickson reiteró que la escena de lucha astral se basó en el cómic The Oath, añadiendo que la pelea final fue "un intento de capturar la calidad de ese arte" del cómic original, y la persecución de la dimensión espejo fue un intento de llevar a Inception "a la enésima potencia, volverlo mucho más surreal [...] Pero sin duda le debo algo a esa película". En especial para el clímax de la película, Derrickson quería jugar con los clichés del género de superhéroes de "una gran escena de pelea donde destruyen una ciudad, hay un portal abierto y tienen que cerrarlo", subvirtiéndolo con el villano derrotado por el uso inteligente de un poder en vez de mostrar "qué cosa generada por computadora golpea a la otra cosa generada por computadora más fuerte".
ILM trabajó en la escena de espejo de Manhattan plegada (elegida por su trabajo en la creación de una Nueva York digital en The Avengers) y la escena de pelea de tiempo en Hong Kong, que consistieron de 200 y 150 tomas, respectivamente. Comenzaron a trabajar en la película 10 meses antes del inicio del rodaje para planear la secuencia de Manhattan; fue principalmente generada por computadora, aunque algunas se usaron tomas de ubicación de Nueva York. Las oficinas de San Francisco y Vancouver de ILM se encargaron mayormente de la secuencia, mientras que la oficina de Londres tuvo a cargo la secuencia de tiempo de Hong Kong. ILM también creó dobles digitales de varios de los actores, que compartió con las otras empresas. Method Studios, que trabajó en el reino cuántico de Ant-Man, trabajó en la secuencia del "misterioso tour mágico", con Strange lanzado a través de varias dimensiones. El estudio de Los Ángeles de Method se encargó de la escena, con su estudio de Vancouver contribuyendo la primera toma de la secuencia. La única toma de la escena en la que Method no trabajó fue la vinculada a Dormammu, ya que Luma Pictures asistió en su creación (ellos se encargaron de sus otras apariciones). Method creó siete dimensiones para la secuencia: el agujero de gusano del "cono de altavoz", el mundo bioluminiscente; los fractales del mundo "sólido blando"; una versión del reino cuántico; Strange cayendo por su propio ojo y el grito cósmico; la dimensión oscura; y el reino que cambia de forma. Este último originalmente contaba con Strange cambiando también de forma, pero finalmente se eliminó porque Derrickson sintió que la audiencia necesitaba ver a Cumberbatch. El estudio de Vancouver de Method creó el choque de auto de Strange, el entrenamiento en la azotea, y la secuencia en la que Strange experimenta con el tiempo sobre una manzana en la librería de Kamar-Taj. El choque de auto combinó la fotografía a alta velocidad y algunas secuencias de pantalla verde, con activos digitales de Cumberbatch y el auto. En total, Method trabajó en 270 tomas de efectos.
Framestore fue elegida para trabajar en la Capa de Levitación, debido a su trabajo creando a Rocket en Guardianes de la Galaxia. Ceretti llamó a las acciones de la Capa "escritas per no tan profundamente" como el resultado final, y dijo que durante el proceso de previsualización "tuvimos una gran discusiones sobre el arco de la historia de la Capa en la película". Framestore también trabajó en tomas del entorno, las secuencias del conjunto de Mandelbrot, dobles digitales con mayor definición, la forma astral, y la inmovilización de Kaecilius con las Bandas Carmesí de Cyttorak, para un total de 365 tomas. Alex Wajsbrot, supervisor de generación por computadora de Framestore, llamó a la forma astral "uno de los efectos más difíciles que hemos tenido que hacer en Framestore; encontrar el equilibrio justo de una apariencia sutil pero también hermosa". Lola VFX trabajó en los ojos de los fantásticos, complementando el maquillaje con efectos basados en una geoda. También crearon lágrimas digitales de Kaecilius cuando está en las Bandas Carmesí de Cyttorak. Además de Dormammu y la dimensión oscura, Luma Pictures también creó la primera secuencia de espejo al principio de la película. Al crear Dormammu, Ceretti declaró que querían evitar el aspecto de cabeza ardiente del cómic ya que "se había hecho antes. La idea general es que es un personaje que vive entre dimensiones. También puede tener cualquier forma que quiera. [Cuando está hablando con Strange] se pueden sentir todas estas ondas en su cara y todo eso [...] esta especie de ventanas abiertas a otras dimensiones, y todas sus cualidades reflexivas. Realmente queríamos añadir la evocación de ese fuego, pero no querían hacer fuego, así que tomamos [un] enfoque multicolor para intentar conservar la [apariencia] psicodélica del espacio entero". Sobre la dimensión oscura, Ceretti dijo, "Intentamos hacerla viviente todo el tiempo; la idea de la dimensión oscura es que es un entorno dinámico," con el equipo de Luma haciendo referencia al arte de Ditko y un póster que al iluminarse "con una luz negra se vuelve muy saturado [con] colores, locos colores de luz negra." Continuó, "Se trataba de encontrar el equilibrio justo entre todos estos elementos para rendir homenaje y atribuir el trabajo de Steve Ditko, pero hacerlo para contemporáneo al siglo 21. Si ves el detalle de las formas que tenemos en la dimensión oscura, casi puedes apuntar a las cosas en el cómic [que] a las que realmente intentamos ser fieles".

## Música
En mayo de 2016, Michael Giacchino reveló que haría la música de la película. Derrickson llamó a la banda sonora "magia en el sentido literal de la palabra", añadiendo que Giacchino "hace lo que los buenos compositores, que es no solo crear música que apoye a las imágenes, está añadiendo una tercera parte a la película. Se convierte en algo nuevo con sus música que no era con una música temporal". La música se grabó en Abbey Road Studios. Durante la sesión de grabación, Paul McCartney escuchó una de las entradas de Giacchino grabándose, la que vinculó a la canción de los Beatles "I Am the Walrus". Derrickson, fan de Bob Dylan, buscó un lugar en la película para incluir una de sus canciones, pero no encontró ninguno. Sin embargo, pudo incluir la canción de Pink Floyd "Interstellar Overdrive". Derrickson esperaba usar "Interstellar Overdrive" o "Are You Experienced?" de The Jimi Hendrix Experience para los créditos de la película, pero las regalías para usar cualquiera de ellas en los créditos eran demasiados costosas, resultando en la creación de la pista "The Master of the Mystic End Credits". Un álbum de banda sonora de Hollywood Records se lanzó en formato digital el 21 de octubre de 2016, con un lanzamiento físico el 18 de noviembre de 2016.

## Mercadotecnia
En agosto de 2015, un tráiler de arte conceptual narrado por Derrickson se presentó en la D23 Expo. Las imágenes mostraban arte de Cumberbatch como Doctor Strange, utilizando el atuendo tradicional de los cómics, así como una secuencia en bruto de la trama, destacando varios puntos como el accidente de Strange, su viaje de sanación, y la lucha contra Ejiofor como Mordo (antes de que el personaje se alejara de un rol de villano en la película según discusiones entre Derrickson y el actor). El tráiler produjo "una gran reacción de la multitud reunida".
El 12 de abril de 2016, el primer teaser tráiler de la película debutó en Jimmy Kimmel Live!. Clark Collis de Entertainment Weekly comparó la "serie de escenas caleidoscópicas y de edificios doblándose" que aparecen en el tráiler a la película Inception, al igual que Scott Mendelson de Forbes. Este añadió que la estructura del tráiler se asemejaba al inicio del marketing de la película Batman Begins. Graeme McMillan de The Hollywood Reporter criticó estas similitudes, así como las semejanzas a The Matrix y entre el acento estadounidense de Cumberbatch y el Gregory House de Hugh Laurie en House M. D., llamándolos no "necesariamente un problema real, por supuesto [... pero] no hay nada por fuera de los aspectos derivativos: debido a la naturaleza del tráiler, no hay historia más allá del cliché del 'hombre blanco se ilumina en Asia' y apenas un poco de diálogo para que la audiencia decida si quizás las actuaciones elevarán el material." McMillan sí disfrutó los efectos visuales y la imagen de "Tilda Swinton literalmente [sacando] el alma de Benedict Cumberbatch de su cuerpo con un golpe," pero concluyó, "como una introducción a no solo una nueva franquicia para Marvel, sino un posible género nuevo, esto se siente mucho menos audaz y seguro" que el primer tráiler de Guardianes de la Galaxia.
En julio de 2016, Marvel Comics publicó un cómic precuela escrito por Will Corona Pilgrim, con arte de Jorge Fornés. El volumen muestra a cuatro maestros de las artes místicas —Kaecilius, Wong, Tina Minoru y Daniel Drumm— perseguir a una mujer que robó una reliquia mística. Un segundo volumen, centrado en Ancient One entrenando aprendices en las artes mágicas en Kamar-Taj, fue publicado un mes después. Derrickson, Cumberbatch, Swinton, Ejiofor, McAdams, Mikkelsen y Wong asistieron a la Comic-Con de San Diego de 2016, donde mostraron un clip exclusivo y el segundo avance de la película. El mes siguiente, el mismo clip de la Comic-Con se proyectó en la Asia Pop Comic Convention Manila. En septiembre de 2016, un cómic preludio adicional se publicó, centrado en Kaecilius, mientras que se lanzó contenido de detrás de escena como una característica especial del Blu-ray de Capitán América: Civil War. También en septiembre, Marvel, en asociación con Dolby Laboratories, Broadcom, Synchrony Bank, y Society for Science & the Public, anunciaron el "Desafío Magia de CTIM", dirigido a mujeres de entre 15 y 18 años en campos de CTIM (ciencia, tecnología, ingeniería y matemáticas). El desafío consistía en que las concursantes subieran videos de ellas encontrando mentores para explorar ideas que una vez solo se pensaban posibles a través de la magia. Cinco ganadoras asistirían a la premier mundial de la película, y recibirían un tour de Walt Disney Studios, así como una cuenta de ahorro de $1000 de Synchrony Bank, con una ganadora del gran premio recibiendo una tutoría con el equipo digital de Walt Disney Studio.
El 10 de octubre de 2016, se proyectaron aproximadamente 15 minutos de escenas en 115 ubicaciones IMAX 3D en Norteamérica, y ubicaciones 3D y IMAX 3D selectas mundialmente. Los fanes que asistieron al evento recibieron un póster IMAX exclusivo de la película. Umberto González de TheWrap llamó a las imágenes "impresionantes a la vista". Añadió que una secuencia en la que Ancient One manda a Strange "en su primer viaje alucinante a través del multiverso" fue "donde el IMAX 3D realmente brilla. La audiencia recibe un increíble tour visual del multiverso, que muestra otras dimensiones y otras realidades. Realmente es algo para observar en IMAX 3D," concluyendo que "después de ver solo 15 minutos de increíbles escenas anticipadas, IMAX 3D es el formato definitivo para ver la película". Britt Hayes de Screen Crush sintió que las imágenes fueron "vertiginosa" y "mucho más rara y alocada que [los] tráilers dejan ver," aunque le pareció un poco difícil "juzgar algo que mostraron fuera de contexto (en especial las primeras escenas)". En cuanto a la misma secuencia donde Ancient One envía a Strange por el multiverso, Hayes dijo, "las cómicas secuencias de viajes drogados de Seth Rogen no son nada comparadas con los psicodélicos visuales empleados aquí. Es algo asombroso y elaborado, y fácilmente ofrece los momentos más entretenidos de las escenas". Terri Schwartz de IGN dijo que las secuencias mostradas fueron donde "salen a relucir las estéticas de terror de Derrickson".
Marvel proporcionó pegatinas de Twitter, contenido de Giphy, Facebook Live, lentes y filtros de Snapchat, trucos de Tumblr, y contenido especial de Instagram relacionados con la película. Además, Microsoft Surface tuvo un patrocinio promocional de la película, debido al uso del dispositivo en el proceso de hacer la película. Una asociación con la aplicación de Google Tilt Brush contó con un truco de "realidad mixta" con artistas por todo Los Ángeles, Londres y Hong Kong, inspirado por diferentes dimensiones de Doctor Strange y recreando los mundos en realidad virtual para una experiencia visual inmersiva.

## Estreno
Doctor Strange tuvo su premier mundial en Hong Kong el 13 de octubre de 2016, y su premier en Hollywood en el TCL Chinese Theatre y el Capitán Theatre el 20 de octubre de 2016. La película se estrenó en el Reino Unido el 25 de octubre de 2016. junto a un total de 33 mercados en su primer fin de semana, con 2131 pantallas IMAX en 32 de esos mercados. Se proyectó en la EW PopFest el 28 de octubre de 2016 en Los Ángeles. El estreno de Doctor Strange en Norteamérica el 4 de noviembre se pasó en 3882 salas, de las cuales 3530 eran 3D, junto con 379 cines IMAX, 516 en gran formato premium (el mayor estreno de Disney en ese formato hasta la fecha), y 189 ubicaciones D-Box. En general, Doctor Strange tuvo el mayor estreno IMAX globalmente, siendo también la primera película en estrenarse en más de 1000 pantallas IMAX. Inicialmente su estreno estaba programado para el 8 de julio de 2016, antes de que la agenda de producción cambiara para acomodarse a los otros compromisos de Cumberbatch.

### Formato casero
Doctor Strange fue lanzada en descarga digital por Walt Disney Studios Home Entertainment el 14 de febrero de 2017, y en Blu-ray, Blu-ray 3D y DVD el 28 de febrero de 2017. Los lanzamientos digital y en Blu-ray incluyen contenido de detrás de escenas; comentario de audio; escenas eliminadas; bloopers; un adelanto exclusivo de películas de la Fase Tres como Guardianes de la Galaxia vol. 2, Thor: Ragnarok, Black Panther y Avengers: Infinity War, y Team Thor: Part 2, una continuación del corto falso documental Team Thor, dirigido por Waititi. Best Buy lanzó un steelbook de colección exclusivo para las versiones en Blu-ray 2D y 3D, con arte basado en el Libro de Cagliostro y el Ojo de Agamotto. Las versiones de Blu-ray de Target tienen contenido exclusivo adicional, mientras que la versión digital también cuenta con contenido exclusivo.
La película también forma parte del catálogo de streaming en Disney+ desde el 17 de noviembre de 2020 en América Latina.

## Recepción

### Taquilla
Doctor Strange recaudó $232,6 millones en los Estados Unidos y Canadá y $445,1 millones en otros territorios, para un total mundial de $677,7 millones. La película se convirtió en el mayo estreno IMAX en noviembre a nivel local ($12,2 millones), internacional ($24 millones), y mundial ($24,2 millones), rompiendo los récords de Interstellar. Para el 27 de noviembre de 2016, la película se había convertido en la mayor película introductoria individual en el UCM. Deadline Hollywood calculó que las ganancias netas de la película fueron $122,65 millones, contando presupuestos de producción, publicidad, participación de talento y otros costos, contra las recaudaciones de taquilla y ganancias secundarias de venta casera, colocándola undécima en su lista de "superproducciones más valiosas" de 2016.
Doctor Strange ganó $32,6 millones en su día de estreno en Norteamérica, incluyendo funciones de jueves por la noche, con una recaudación total de $85,1 millones ese fin de semana; IMAX contribuyó $12,2 millones al número del primer fin de semana, con el 3D contribuyendo $24 millones. La película estuvo en el primer puesto ese fin de semana, y se convirtió en el segundo mayor estreno en noviembre para Disney. Las primeras proyecciones de la película a fines de agosto de 2016 predecían una ganancia entre $50–88 millones en su fin de semana de estreno, siendo actualizadas a $67–75 millones más cerca del estreno de la película. Doctor Strange permaneció en el primer puesto en su segundo fin de semana, y cayó segundo en el tercero, detrás de Animales fantásticos y dónde encontrarlos. En su cuarto fin de semana, Doctor Strange fue la tercera más recaudadora, detrás de Animales fantásticos y Moana. Cayó quinta en su quinto y sexto fin de semana, y para su séptimo fin de semana había caído al noveno puesto. Se proyectó que obtendría $255 millones de recaudación local total.
Fuera de Norteamérica, Doctor Strange recaudó $87,7 millones en su primer fin de semana de 33 mercados, ocupando el primer puesto en todos ellos excepto por Lituania y Finlandia. Corea del Sur fue el mayor mercado en general con $18,1 millones, el mayor fin de semana de estreno para un estreno original de Marvel en el país, junto con el mejor debut en general para una película en IMAX. Este formato ganó $7,8 millones, el mejor debut internacional en IMAX para una película en el mes de octubre, con Rusia viendo su mayor recaudación de IMAX de sábado para una película de Marvel. Además, Hong Kong ($3,2 millones), Tailandia ($2,5 millones), Malasia ($2,4 millones), y Singapur ($2,2 millones) también tuvieron el mayor fin de semana de estreno para una película original de Marvel. En su segundo fin de semana, la película se estrenó en otros 22 mercados, ocupando el primer lugar en China con $44,4 millones, el mayor estreno de un fin de semana de tres días para una primera entrega de superhéroes en el país. El debut en China también fue el tercero más alto para una película del UCM, detrás de Age of Ultron y Civil War, así como el mejor estreno de tres días para una película en IMAX en noviembre, con $6,3 millones. IMAX también rompió récords de estreno en noviembre en India, Chile, Colombia y Ecuador. Brasil también fue un mercado principal, ganando $7,9 millones. Doctor Strange permaneció en el primer lugar en su tercer fin de semana y por la tercera semana consecutiva en Dinamarca, Países Bajos, el Reino Unido, Australia, Hong Kong, Corea del Sur, Malasia, Nueva Zelanda, y Singapur, además de estar en el primer puesto por su segunda semana en China y Rusia. También se convirtió en el estreno original del UCM más taquillero en India, Hong Kong, Corea del Sur, Filipinas, Singapur, Tailandia y Vietman. Su cuarto fin de semana vio a la recaudación total de China superar los $100 millones, "un logro cada vez menos frecuente en 2016." El fin de semana siguiente, Doctor Strange se estrenó en Argentina, donde ocupó el primer puesto y recaudó $1 millón. El decimocuarto fin de semana de la película lo vio estrenarse en Japón, donde fue la número uno con $4,5 millones. Hasta el 4 de diciembre de 2016, los mayores mercados de la película fueron China ($110,3 millones), Corea del Sur ($41,3 millones), y el Reino Unido e Irlanda ($27,9 millones).

### Crítica
El recopilador de críticas Rotten Tomatoes informó un porcentaje de aprobación del 89% basado en 341 reseñas, con un puntaje promedio de 7,3/10. El consenso crítico del sitio dice, "Doctor Strange equilibra artísticamente su extravagante material original con las restricciones de las superproducciones del MCU, ofreciendo una historia de origen de superhéroes muy entretenida en el proceso". Metacritic, que usa una media ponderada, le asignó una puntuación de 72 de 100 basada en 49 críticos, indicando "reseñas generalmente favorables". Las audiencias encuestadas por CinemaScore le dieron a la película una nota promedio de "A" en una escala entre A+ y F, mientras que PostTrak informó que los espectadores le dieron un puntaje positivo de 91% y una "recomendación definitiva" de 73%.
Todd McCarthy de The Hollywood Reporter llamó a Doctor Strange "una adición atractiva, con un buen elenco y en ocasiones deslumbrante" a la franquicia, añadiendo que "esta película de acción aparentemente arraigada en los esclarecedores principios del misticismo oriental es lo suficientemente diferente para establecer a un sector sólido junto a las máquinas de dinero fijadas por el conglomerado de superproducciones". McCarthy, además de elogiar las actuaciones, sintió que había ciertas secuencias que "van mucho más allá que [Inception] en cuanto a espectáculo visual" y que las escenas de manipulación temporal, "vistas a la excepcional ventaja del 3D, [fueron lo que] las audiencias en busca de viajes mentales en los días del origen de Doctor Strange habrían llamado 'excéntrico', pero los fans de hoy simplemente considerarán 'asombroso'." Peter Debruge de Variety llamó a la película "la entrega más satisfactoria de Marvel desde Spider-Man 2," y escribió que a pesar de tener "el mismo aspecto, sensación, y lujoso brillo corporativo" que otras películas del UCM, "posee una originalidad y frescura subyacentes que está ausente en el cada vez más típico reino de cómics reciente". Debruge también elogió la elección del elenco y la multitud de efectos visuales que la película logró. Alonso Duralde, en una reseña para The Wrap, dijo, "Es verdad, Doctor Strange es una historia de origen, y en ocasiones se ve encerrada por los requisitos narrativos del género, pero es lo suficientemente inteligente al traer a grandes actores británicos para que los lugares y lecciones de vida predecibles se sientan frescos y fascinantes." Duralde también elogió los efectos visuales, exclamando, "En un año donde el espectáculo excesivo y vacío ha inducido una abrumadora cuota de fatiga de efectos generados por computadora, esta rara y divertida aventura nos recuerda qué tan efectivos los efectos visuales pueden ser cuando hay imaginación detrás de ellos". Manohla Dargis de The New York Times dijo, "La vertiginosamente entretenida Doctor Strange [...] es parte de la estratega de Marvel para dominar el mundo, pero es también tan cautivadora visualmente, tan hermosa y ágil que quizás por un momento olvides la marca." Justin Chang de Los Angeles Times dijo, "Dentro del contorno narrativo familiar de la historia de origen, el guionista y director Scott Derrickson mete suficientes experiencias extracorporales, engaños espacio-temporales e imágenes deslumbrantes y caleidoscópicas para que te preguntes si él y sus co-guionistas [...] estaban tomando ácido detrás de escenas".
En cambio, Angelica Jade Bastién, escribiendo para RogerEbert.com, dijo, "Por toda su maravillosa forma de construir su mundo y sus locos efectos, Doctor Strange no es una evolución positiva para Marvel en términos narrativos. Debajo de todas esas mejoras, la narrativa básica la hemos visto incontables veces." Mara Reinstein de Us Weekly llamó a la película "sin alegría" y escribió, "A pesar de los seductores poderes [de Benedict Cumberbatch], él no puede salvar a una película demasiado intrincada que depende de una galaxia de derivativos efectos especiales en 3D [...] Nadie se está divirtiendo mucho aquí, excepto por la Capa de Levitación del doctor que tiene su propia personalidad y puede sacarlo de situaciones peligrosas." Rex Reed del New York Observer llamó a Doctor Strange "una incómoda mezcla llena de clichés entre imaginación maniatada y bizarra realidad" y dijo, "Nada tiene sentido [...] Para caracterización, diálogo, arcos narrativos, actuaciones aceptables y coherencia, vayan a otro lado." Adam Graham de The Detroit News dijo, "Cumberbatch es tremendamente carismático en el papel protagónico [...] Pero ese es el tema: Él es mejor invitado que anfitrión. Doctor Strange es una introducción aceptable, pero para el final, no estás triste de dirigirte hacia la puerta".

### Premios y nominaciones
| Año  | Premio                                                 | Categoría                                                      | Receptor(es)                                                                                  | Resultado | Ref(s)          |
| ---- | ------------------------------------------------------ | -------------------------------------------------------------- | --------------------------------------------------------------------------------------------- | --------- | --------------- |
| 2016 | Evening Standard British Film Awards                   | Mejor actor                                                    | Benedict Cumberbatch                                                                          | Nominado  | [ 233 ]         |
| 2016 | Evening Standard British Film Awards                   | Mejor actor de reparto                                         | Chiwetel Ejiofor                                                                              | Nominado  | [ 233 ]         |
| 2016 | Hollywood Film Awards                                  | Efectos visuales                                               | Stephane Ceretti y Richard Bluff                                                              | Ganadores | [ 234 ]         |
| 2016 | Hollywood Music in Media Awards                        | Banda sonora original – Película de ciencia ficción o fantasía | Michael Giacchino                                                                             | Nominado  | [ 235 ]         |
| 2016 | Premios de la Crítica Cinematográfica                  | Mejor peluquería y maquillaje                                  | Doctor Strange                                                                                | Nominada  | [ 236 ]         |
| 2016 | Premios de la Crítica Cinematográfica                  | Mejores efectos visuales                                       | Doctor Strange                                                                                | Nominada  | [ 236 ]         |
| 2016 | Premios de la Crítica Cinematográfica                  | Mejor película de acción                                       | Doctor Strange                                                                                | Nominada  | [ 236 ]         |
| 2016 | Premios de la Crítica Cinematográfica                  | Mejor actor en una película de acción                          | Benedict Cumberbatch                                                                          | Nominado  | [ 236 ]         |
| 2016 | Premios de la Crítica Cinematográfica                  | Mejor actriz en una película de acción                         | Tilda Swinton                                                                                 | Nominada  | [ 236 ]         |
| 2016 | Premios de la Crítica Cinematográfica                  | Mejor película de terror o ciencia ficción                     | Doctor Strange                                                                                | Nominada  | [ 236 ]         |
| 2016 | Sociedad de Críticos de Cine de San Diego              | Mejores efectos visuales                                       | Doctor Strange                                                                                | Nominada  | [ 237 ]         |
| 2016 | Asociación de Críticos de Cine del Gateway de San Luis | Mejor película de acción                                       | Doctor Strange                                                                                | Nominada  | [ 238 ]         |
| 2016 | Asociación de Críticos de Cine del Gateway de San Luis | Mejor película de terror o ciencia ficción                     | Doctor Strange                                                                                | Nominada  | [ 238 ]         |
| 2016 | Asociación de Críticos de Cine del Gateway de San Luis | Mejores efectos visuales                                       | Doctor Strange                                                                                | Nominada  | [ 238 ]         |
| 2016 | Círculo de Críticos de Cine de Florida                 | Mejores efectos visuales                                       | Doctor Strange                                                                                | Nominada  | [ 239 ]         |
| 2017 | Sociedad de Críticos de Cine de Houston                | Logro técnico                                                  | Doctor Strange                                                                                | Nominada  | [ 240 ] [ 241 ] |
| 2017 | People's Choice Awards                                 | Superproducción favorita de fin de año                         | Doctor Strange                                                                                | Nominada  | [ 242 ]         |
| 2017 | Premios del Sindicato de Actores                       | Mejor reparto de especialistas                                 | Doctor Strange                                                                                | Nominada  | [ 243 ]         |
| 2017 | Premios Annie                                          | Mejores efectos visuales                                       | Terry Bannon, Nicholas Tripodi, Daniel Fotheringham, Matt Weaver y Julien Boudou              | Ganadores | [ 244 ]         |
| 2017 | Visual Effects Society Awards                          | Mejores efectos visuales                                       | Stephane Ceretti, Susan Pickett, Richard Bluff, Vincent Cirelli, Paul Corbould                | Nominados | [ 245 ]         |
| 2017 | Visual Effects Society Awards                          | Mejor entorno creado                                           | London – Brendan Seals, Raphael A. Pimentel, Andrew Zink, Gregory Ng                          | Nominados | [ 245 ]         |
| 2017 | Visual Effects Society Awards                          | Mejor entorno creado                                           | New York – Adam Watkins, Martijn van Herk, Tim Belsher, Jon Mitchell                          | Ganadores | [ 245 ]         |
| 2017 | Visual Effects Society Awards                          | Mejor fotografía virtual                                       | New York Mirror Dimension – Landis Fields, Mathew Cowie, Frederic Medioni, Faraz Hameed       | Nominados | [ 245 ]         |
| 2017 | Visual Effects Society Awards                          | Mejor simulación de efectos                                    | Hong Kong Reverse Destruction – Florian Witzel, Georges Nakhle, Azhul Mohamed, David Kirchner | Nominados | [ 245 ]         |
| 2017 | Visual Effects Society Awards                          | Mejor composición                                              | New York City – Matthew Lane, José Fernández, Ziad Shureih, Amy Shepard                       | Nominados | [ 245 ]         |
| 2017 | Sindicato de Directores de Arte                        | Mejor diseño de producción                                     | Charles Wood                                                                                  | Nominado  | [ 246 ]         |
| 2017 | Premios BAFTA                                          | Mejor peluquería y maquillaje                                  | Doctor Strange                                                                                | Nominada  | [ 247 ]         |
| 2017 | Premios BAFTA                                          | Mejor diseño de producción                                     | Doctor Strange                                                                                | Nominada  | [ 247 ]         |
| 2017 | Premios BAFTA                                          | Mejores efectos visuales                                       | Doctor Strange                                                                                | Nominada  | [ 247 ]         |
| 2017 | Cinema Audio Society Awards                            | Mejor película de acción                                       | Doctor Strange                                                                                | Nominada  | [ 248 ]         |
| 2017 | Sindicato de Diseñadores de Vestuario                  | Mejor película de fantasía                                     | Alexander Byrne                                                                               | Ganador   | [ 249 ]         |
| 2017 | Sindicato de Maquilladores y Estilistas                | Mejor maquillaje                                               | Jeremy Woodhead                                                                               | Nominado  | [ 250 ]         |
| 2017 | Sindicato de Maquilladores y Estilistas                | Mejores efectos en el maquillaje                               | Jeremy Woodhead                                                                               | Nominado  | [ 250 ]         |
| 2017 | Premios Satellite                                      | Mejores efectos visuales                                       | Doctor Strange                                                                                | Nominada  | [ 251 ]         |
| 2017 | Premios Óscar                                          | Mejores efectos visuales                                       | Stephane Ceretti, Richard Bluff, Vincent Cirelli y Paul Corbould                              | Nominados | [ 252 ]         |
| 2017 | Premios Empire                                         | Mejor ciencia ficción o fantasía                               | Doctor Strange                                                                                | Nominada  | [ 253 ]         |
| 2017 | Premios Empire                                         | Mejor actor                                                    | Benedict Cumberbatch                                                                          | Nominado  | [ 253 ]         |
| 2017 | Premios Empire                                         | Mejor diseño de vestuario                                      | Doctor Strange                                                                                | Nominada  | [ 253 ]         |
| 2017 | Premios Empire                                         | Mejores efectos visuales                                       | Doctor Strange                                                                                | Ganadora  | [ 253 ]         |
| 2017 | Premios Empire                                         | Mejor diseño de producción                                     | Doctor Strange                                                                                | Nominada  | [ 253 ]         |
| 2017 | Premios Nébula                                         | Ray Bradbury a la mejor presentación dramática                 | Doctor Strange                                                                                | Nominada  | [ 254 ]         |
| 2017 | Premios Saturn                                         | Mejor película basada en un cómic                              | Doctor Strange                                                                                | Ganadora  | [ 255 ]         |
| 2017 | Premios Saturn                                         | Mejor director                                                 | Scott Derrickson                                                                              | Nominado  | [ 255 ]         |
| 2017 | Premios Saturn                                         | Mejor actor                                                    | Benedict Cumberbatch                                                                          | Nominado  | [ 255 ]         |
| 2017 | Premios Saturn                                         | Mejor actriz de reparto                                        | Tilda Swinton                                                                                 | Ganadora  | [ 255 ]         |
| 2017 | Premios Saturn                                         | Mejor guion cinematográfico                                    | Jon Spaihts, Scott Derrickson y C. Robert Cargill                                             | Nominados | [ 255 ]         |
| 2017 | Premios Saturn                                         | Mejor diseño de producción                                     | Charles Wood                                                                                  | Nominado  | [ 255 ]         |
| 2017 | Premios Saturn                                         | Mejor música                                                   | Michael Giacchino                                                                             | Nominado  | [ 255 ]         |
| 2017 | Premios Saturn                                         | Mejor diseño de vestuario                                      | Alexander Byrne                                                                               | Nominado  | [ 255 ]         |
| 2017 | Premios Saturn                                         | Mejor maquillaje                                               | Jeremy Whitewood                                                                              | Nominado  | [ 255 ]         |
| 2017 | Premios Saturn                                         | Mejores efectos especiales o visuales                          | Stephane Ceretti, Richard Bluff, Vincent Cirelli y Paul Corbould                              | Nominado  | [ 255 ]         |
| 2017 | Teen Choice Awards                                     | Mejor película de fantasía                                     | Doctor Strange                                                                                | Nominada  | [ 256 ]         |
| 2017 | Teen Choice Awards                                     | Mejor actor de fantasía                                        | Benedict Cumberbatch                                                                          | Nominado  | [ 256 ]         |
| 2017 | Teen Choice Awards                                     | Mejor actriz de fantasía                                       | Rachel McAdams                                                                                | Nominada  | [ 256 ]         |
| 2017 | Dragon Awards                                          | Mejor película de ciencia ficción o fantasía                   | Doctor Strange                                                                                | Nominada  | [ 257 ]         |
| 2017 | Premios AACTA                                          | Mejores efectos visuales o animación                           | Brendan Seals, Steven Swanson, Raphael A. Pimentel, Andrew Zink                               | Nominados | [ 258 ]         |

## Secuela
En abril de 2016, el coguionista Cargill declaró que Marvel sentía que algunas ideas suyas y de Derrickson para la película resaltaban demasiadas "cosas raras" asociadas con el personaje como para tenerlas en una historia de origen, así que le dijo al dúo que las guarde para posibles películas futuras. En octubre de 2016, Derrickson confirmó que tenía planes para una secuela, diciendo, "Amo a este personaje, amo las posibilidades visuales, y conozco tan bien los cómics; [la primera película es] la punta del iceberg. Hay tanto progreso que puede hacerse." Le gustaría seguir el ejemplo de The Dark Knight e "incluir a un villano con el que realmente tienes que ir muy profundo [y tener] una experiencia más visceral". Cumberbatch añadió que tenía un contrato por al menos una película individual de Doctor Strange más. Derrickson esperaba tener a Nightmare en una posible secuela, y expresó interés en explorar más a los personajes de Jonathan Pangborn y Hamir en la secuela, después de sus roles más pequeños en la primera película. También explicó que está "al tanto" sobre cómo las películas de Avengers usarán a Strange, debido a su relación cercana con Feige y el codirector Joe Russo. Spaihts también ha expresado interés en ver a Clea aparecer en una posible secuela. Para abril de 2017, se informó que Derrickson regresaría para una posible secuela, comenzando a trabajar en ella luego de completar sus compromisos con la serie de televisión Locke & Key. A pesar de no haber anuncios oficiales, Wong dijo en octubre de 2018 que esperaba que el rodaje de la secuela comenzara al final de ese año. Para diciembre de 2018, Derrickson había concluido "en silencio" un acuerdo para regresar a dirigir la película, con Cumberbatch, McAdams y Wong confirmados para repetir sus papeles de la primera película.
Mediante en su cuenta de Twitter Scott Derrickson confirmó que no dirigirá su secuela debido a diferencias creativas, sin embargo, dijo que estará como productor. Dado esto, el director de la película será Sam Raimi.